# FAM3D
FAM3D (англ. Family with sequence similarity 3 member D) – білок, який кодується однойменним геном, розташованим у людей на короткому плечі 3-ї хромосоми.  Довжина поліпептидного ланцюга білка становить 224 амінокислот, а молекулярна маса — 24 963.
| 10         |  | 20         |  | 30         |  | 40         |  | 50         |
| ---------- |  | ---------- |  | ---------- |  | ---------- |  | ---------- |
| MRVSGVLRLL |  | ALIFAIVTTW |  | MFIRSYMSFS |  | MKTIRLPRWL |  | AASPTKEIQV |
| KKYKCGLIKP |  | CPANYFAFKI |  | CSGAANVVGP |  | TMCFEDRMIM |  | SPVKNNVGRG |
| LNIALVNGTT |  | GAVLGQKAFD |  | MYSGDVMHLV |  | KFLKEIPGGA |  | LVLVASYDDP |
| GTKMNDESRK |  | LFSDLGSSYA |  | KQLGFRDSWV |  | FIGAKDLRGK |  | SPFEQFLKNS |
| PDTNKYEGWP |  | ELLEMEGCMP |  | PKPF       |  |            |  |            |

A: Аланін

C: Цистеїн

D: Аспарагінова кислота

E: Глутамінова кислота

F: Фенілаланін

G: Гліцин

H: Гістидин

I: Ізолейцин

K: Лізин

L: Лейцин

M: Метіонін

N: Аспарагін

P: Пролін

Q: Глутамін

R: Аргінін

S: Серин

T: Треонін

V: Валін

W: Триптофан

Задіяний у такому біологічному процесі як поліморфізм. 
Секретований назовні.